# Omphalocarpum strombocarpum
Omphalocarpum strombocarpum là một loài thực vật có hoa trong họ Hồng xiêm. Loài này được Y.B.Harv. & Lovett mô tả khoa học đầu tiên năm 1999.